# Ashikaga Yoshimochi
Ashikaga Yoshimochi (足利 義持?   12 de marzo de 1386 - 3 de febrero de 1428) fue el cuarto shōgun del shogunato Ashikaga y gobernó entre 1394 y 1423 en Japón. Fue el hijo del tercer shogun Ashikaga Yoshimitsu.

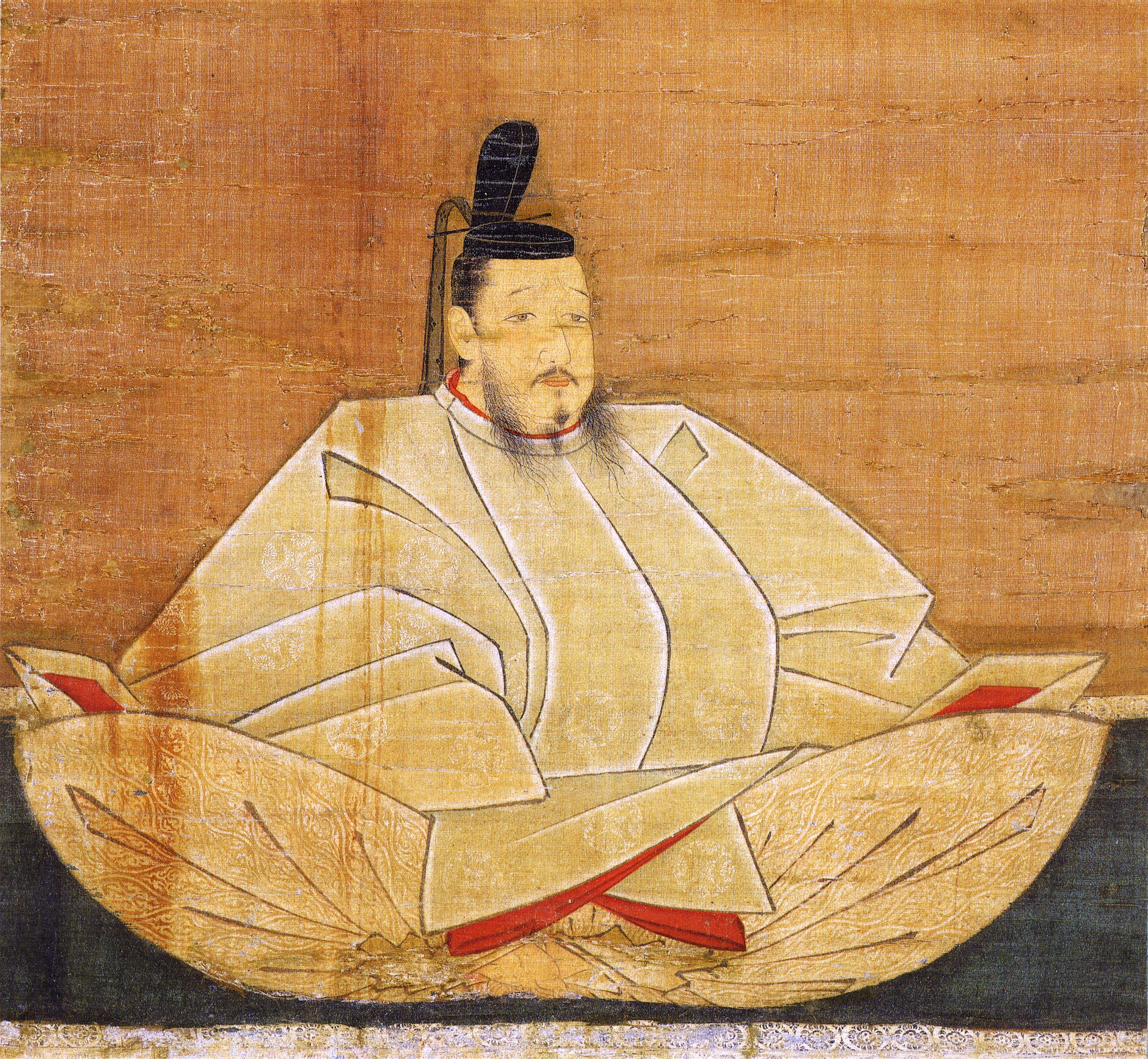
Ashikaga Yoshimochi.

Con apenas ocho años tomó el título que su padre le heredó al abdicar, aunque este tuvo que ser asistido por su padre quien ejercía aún poder. Cuando su padre murió en 1408 pudo consolidar su poder como shogun.
En 1423 abdicó y fue sucedido por su hijo, el quinto shogun Ashikaga Yoshikazu; moriría cinco años después.
| Predecesor: Ashikaga Yoshimitsu | Shogun Ashikaga 1394 - 1423 | Sucesor: Ashikaga Yoshikazu |

- Datos: Q466287
- Multimedia: Ashikaga Yoshimochi / Q466287